# Wanda Sykes
Wanda Sykes, (født 7. marts 1964) er en amerikansk skuespiller, standupkomiker, manuskriptforfatter og filmproducer.

## Filmografi (udvalg)
- License to Wed (2007)
- My Super Ex-Girlfriend (2006)
- Bjørne Brødre 2 (2006)